# Liolaemus chacabucoense
Espèce
Statut de conservation UICN

 LC  : Préoccupation mineure
Liolaemus chacabucoense est une espèce de sauriens de la famille des Liolaemidae.

## Répartition
Cette espèce est présente dans la région d'Aisén au Chili et dans la province de Santa Cruz en Argentine.

## Étymologie
Son nom d'espèce, composé de chacabuco et du suffixe latin -ense, « qui vit dans, qui habite », lui a été donné en référence au lieu de sa découverte, la vallée du río Chacabuco.

## Publication originale
- Nuñez & Scolaro, 2009 : Liolaemus (Donosolaemus) chacabucoense, nueva especie de lagartija para la región de. Aisén, Chile (Reptilia, Sauria). Boletín del Museo Nacional de Historia Natural, Chile, vol. 58, p. 67-74.